# Adiemus III: Dances of Time
| Recensione | Giudizio |
| ---------- | -------- |
| AllMusic   |          |

Adiemus III: Dances of Time è il terzo album del compositore gallese Karl Jenkins, pubblicato nel 1998. L'album fa parte del progetto Adiemus, volto a proporre musica moderna utilizzando strumenti della musica classica.

## Tracce
1. Corrente – 5:04
2. Un Bolero Azul – 8:35
3. La La La Koora – 3:20
4. Dawn Dancing – 3:14
5. Kaya Kakooya – 4:34
6. Intrada & Pavan – 7:25
7. Minuet – 1:24
8. Rain Dance – 4:30
9. African Tango – 8:05
10. Zarabanda – 4:36
11. Ein Wiener Walzer – 4:59
12. Hymn to the Dance – 3:52
13. Dos a Dos – 4:15
14. Tango – 5:51

## Musicisti
- Jody Barrat Jenkins – batteria elettronica
- Säde Rissanen – voce
- Mia Simanainen – voce
- Miriam Stockley – voce
- Nina Tapio – voce
- Pamela Thorby – gemshorn
- Riikka Väyrynen – voce